# Andrea Barzagli
Andrea Barzagli (Fiesole, Província de Florència, Itàlia, 8 de maig de 1981) és un exfutbolista professional italià, que jugava com a defensa central.

## Carrera esportiva
El 6 de juny de 2015 formà part de l'equip titular de la Juventus que va perdre la final de la Lliga de Campions 2015, a l'Estadi Olímpic de Berlín per 1 a 3, contra el FC Barcelona.

## Internacional
Ha estat internacional amb la selecció italiana en 50 ocasions. Va debutar el 17 de novembre de 2004, en un partit amistós davant la selecció de Finlàndia que va finalitzar amb marcador d'1-0 a favor dels italians. Barzagli va ser un dels jugadors que va guanyar la Copa Mundial de Futbol de 2006 amb Itàlia a Alemanya.
Quatre anys més tard, malgrat guanyar la Bundesliga amb el Wolfsburg, no va ser seleccionat per Marcello Lippi per al torneig a Sud-àfrica. El 13 de maig de 2014 l'entrenador de la selecció italiana, Cesare Prandelli, el va incloure a la nòmina preliminar de 30 jugadors convocats per a la Copa Mundial de Futbol de 2014. Va ser confirmat en la llista definitiva de 23 jugadors l'1 de juny.

### Participacions en Copes del Món
| Mundial                        | Seu      | Resultat      |
| ------------------------------ | -------- | ------------- |
| Copa Mundial de Futbol de 2006 | Alemanya | Campió        |
| Copa Mundial de Futbol de 2014 | Brasil   | [Primera fase |

### Participacions en Eurocopes
| Eurocopa                                            | Seu               | Resultat        |
| --------------------------------------------------- | ----------------- | --------------- |
| Campionat d'Europa de Futbol sub-21 de la UEFA 2004 | Alemanya          | Campió          |
| Eurocopa 2008                                       | Àustria i Suïssa  | Quarts de final |
| Eurocopa 2012                                       | Polònia i Ucraïna | Subcampió       |

### Participacions en Copes FIFA Confederacions
| Copa                          | Seu    | Resultat    |
| ----------------------------- | ------ | ----------- |
| Copa FIFA Confederacions 2013 | Brasil | Tercer lloc |

## Clubs
| Club               | País     | Any         |
| ------------------ | -------- | ----------- |
| Rondinella Calcio  | Itàlia   | 1998 - 2000 |
| A. C. Pistoiese    | Itàlia   | 2000 - 2001 |
| Rondinella Calcio  | Itàlia   | 2001        |
| Ascoli Calcio      | Itàlia   | 2001 - 2003 |
| A. C. ChievoVerona | Itàlia   | 2003 - 2004 |
| U. S. Palermo      | Itàlia   | 2004 - 2008 |
| VfL Wolfsburg      | Alemanya | 2008 - 2011 |
| Juventus FC        | Itàlia   | 2011 -      |

## Palmarès
Rondinella
- 1 Serie D: 1998-99.

Ascoli Calcio
- 1 Serie C1: 2001-02.
- 1 Supercoppa di Serie C: 2001-02.

Wolfsburg
- 1 Lliga alemanya de futbol: 2008-09.

Juventus
- 8 Serie A: 2011-12, 2012-13, 2013-14, 2014-15, 2015-16, 2016-17, 2017-18, 2018-19.
- 4 Copa Itàlia: 2014-15, 2015-16, 2016-17, 2017-18.
- 4 Supercopa Itàlia: 2012, 2013, 2015, 2018.

Selecció italiana
- 1 Copa del Món de Futbol: 2006.
- 1 Campionat d'Europa sub-21: 2004.

## Condecoracions
| Condecoració                                          | Any  |
| ----------------------------------------------------- | ---- |
| Cavaller de l'Orde al Mèrit de la República Italiana. | 2004 |
| Collar d'Or al Mèrit Esportiu.                        | 2006 |
| Oficial de l'Orde al Mèrit de la República Italiana.  | 2006 |